# 安岡正臣

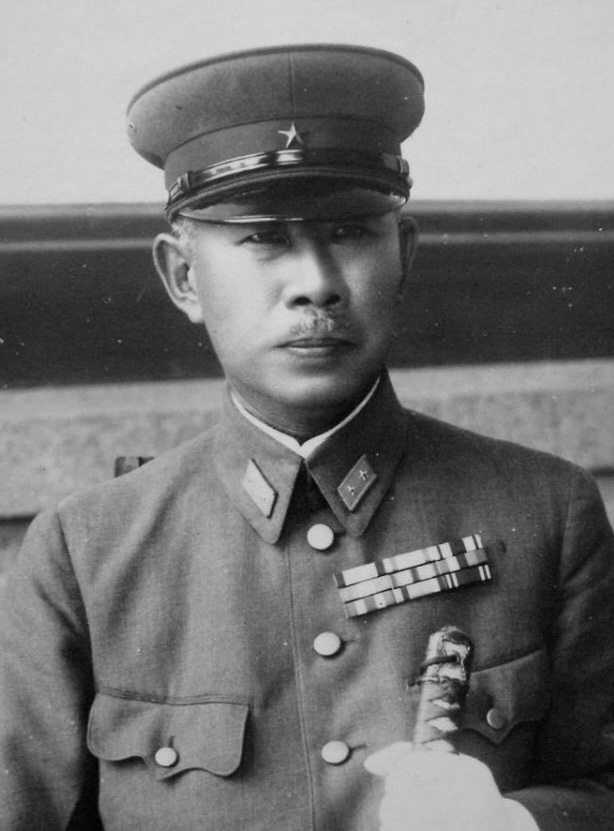

安岡 正臣（やすおか まさおみ、1886年（明治19年）7月21日 - 1948年（昭和23年）4月12日）は、日本の陸軍軍人。最終階級は陸軍中将。

## 経歴
鹿児島県、後の川内市（現・薩摩川内市御陵下町）で、安岡正陸軍大尉の息子として生れる。川内中学校、熊本陸軍地方幼年学校、中央幼年学校を経て、1905年（明治38年）11月、陸軍士官学校（第18期）を卒業。翌年6月、歩兵少尉に任官し歩兵第43連隊付となる。陸軍戸山学校で学び、1914年（大正3年）11月、陸軍大学校（第26期）を卒業した。
陸軍省軍務局課員、歩兵第51連隊大隊長、第9師団参謀、歩兵第29連隊付、第16師団参謀、歩兵第49連隊長、第5師団参謀長などを歴任し、1935年（昭和10年）3月、陸軍少将に進級。
歩兵第30旅団長、陸軍戦車学校長を経て、1938年（昭和13年）3月、陸軍中将となった。独立混成第1旅団長を経て第1戦車団長に就任。ノモンハン事件に出動、ソ連軍と交戦し多大な損害を被った。留守第3師団長を経て、1941年（昭和16年）3月に待命となり、同月、予備役に編入された。1942年（昭和17年）7月、陸軍司政長官（スラバヤ州知事）に就任し終戦を迎えた。1945年（昭和20年）12月、戦犯容疑で逮捕され、1948年4月に蘭印で刑死した。

## 栄典
外国勲章佩用允許
- 1941年（昭和16年）12月9日 - 満州帝国：建国神廟創建記念章[7]

## 親族
- 娘婿 酒井干城（陸軍中佐）[1]